# Johann von Jaffa
Johann von Ibelin (* 1215 in Peristerona; † 7. Dezember 1266 in Nikosia) war Graf von Jaffa (als solcher auch Johann von Jaffa), Herr von Ramla und Bailli (Regent) des Königreichs Jerusalem.

## Leben
Er war der Sohn von Philipp von Ibelin, Regent von Zypern und dessen Gattin Alice von Montbéliard (Mömpelgard), der Witwe des Grafen Berthold von Katzenelnbogen. Er war ein Neffe des gleichnamigen Johann von Ibelin, genannt „der alte Herr von Beirut“. Er wurde vermutlich auf Zypern, in Peristerona bei Morphou geboren, wohin sich sein Vater nach einem Streit mit König Johann von Brienne zurückgezogen hatte. Das Dorf war ein Zentrum der Verehrung von St. Barnabas und St. Hilarion.

### Zypern
1218 bis 1227 war sein Vater Philipp Regent für den minderjährigen König Heinrich I. von Zypern (1218–1253). Er verstarb 1227, als sein Sohn Johann 13 Jahre alt war. 1229 hatte Kaiser Friedrich II. auf seinem Kreuzzug auf Zypern Halt gemacht, Philipp abgesetzt, selbst die Herrschaft beansprucht und fünf seiner Gefolgsleute als Baillis die Regierung der Insel übertragen. Als er 1229 Zypern wieder verließ und die Ibelins einen Krieg gegen die kaiserlichen Statthalter entfachten, floh Johann mit seiner einzigen Schwester Maria auf die Templerburg Tortosa, wo er aber Graf Steffen, einem Gefolgsmann des Kaisers, in die Hände fiel.
Schließlich schloss er sich den Truppen seines Onkels, Johann von Beirut an. Sein erster Kampfeinsatz, bei dem er wenig taktisches Geschick bewies, ist durch Philipp von Novara in Casal Imbert, nördlich von Akkon, belegt. Das schlecht verteidigte Lager der Ibelins wurde von kaiserlichen Truppen erobert, und Heinrich, der König von Zypern, konnte nur mit knapper Not, „halb bekleidet“, nach Akkon entkommen. Johann wurde in den Kämpfen schwer verwundet. Kurz danach verkaufte er seinen Landbesitz in der Gegend von Akkon und Caesarea an die Templer und Hospitaliter, um Geld für eine Rückkehr nach Zypern zu sammeln. 1232 war er an der Schlacht von Aghirda (Agridi), am Pass über den Pentadaktylos zwischen Nikosia und Kerynia gegen den kaiserlichen Bailli Richard Filangieri beteiligt. Er konnte im Anschluss Walter von Manupello, versteckt im Graben der Templerburg von Gastria, in der dieser vergebens um Einlass gebeten hatte, gefangen nehmen. Nach zehnmonatiger Belagerung fiel Kerynia schließlich 1233 an die Ibelins, und König Heinrich belohnte sie reichlich.
Danach scheint sich Johann meist in Zypern aufgehalten zu haben. Er besaß Landbesitz in Nikosia, bei Morphou und in Episkopi bei Limassol und hielt die Burg Vassa bei Paphos. Seine Schwester trat um 1235 in das Zisterzienser-Kloster von St. Theodor in Nikosia ein, das ihre Mutter gegründet hatte, das allerdings erst 1242 von dem Orden anerkannt wurde.
Seit 1232 war Johann als enger Verwandter des Königs Heinrich I. regelmäßig am Hof von Zypern vertreten und taucht in den Urkunden häufig als Zeuge auf. Vermutlich gehörte er zusammen mit seinen Vettern Balian, Balduin, Hugo, Johann und Guido, den Söhnen Johanns von Beirut und mit Johann von Caesarea zu den engen Ratgebern des jungen Königs.
Um 1238 heiratete er Maria von Armenien, eine Schwester des Königs Hethum I. von Kleinarmenien, vielleicht in einer Doppelhochzeit zusammen mit dem König selbst.

### Jaffa
In Palästina standen sich das Haus Ibelin mit der Basis in Akkra und das kaiserliche Tyros immer noch feindlich gegenüber. Versuche, über Simon V. von Montfort, dem Schwiegersohn der Frau Friedrichs, zu einer gütlichen Einigung zu kommen, scheiterten. Infolge des Kreuzzugs der Barone konnte Johann 1241 das alte Lehen der Ibelin, die Herrschaft Ramla zurückgewinnen. 1242 nahm er an einem Feldzug von Balian von Beirut und Philipp von Montfort gegen Tyros teil, der mit der Vertreibung der kaiserlichen Truppen endete.
Zwischen 1246 und 1247 belehnte Heinrich I. Johann mit der Grafschaft Jaffa, die Heinrich von Champagne ursprünglich seinen Töchtern als Morgengabe hinterlassen hatte. Nach dem Tod von Alice von Champagne war sie an ihre Tochter Maria von Champagne gefallen, die mit Walter IV. von Brienne verheiratet war. Nach dem Tod von Alice 1246 fiel es dann an ihren Sohn, König Heinrich I. Den Titel „Graf von Jaffa“ hatte im Jahrhundert zuvor gewöhnlich der Erbe des Throns von Jerusalem gehalten, und die Grafschaft galt noch immer als die bedeutendste im ganzen Königreich.
Er nahm am Sechsten Kreuzzugs teil und half 1249 einen Angriff des Sultans as-Salih Ayyub auf Damietta zurückzuschlagen. Im April 1250 geriet er ebenfalls in die Gefangenschaft der Mamluken, wurde aber wenig später freigelassen.
1254 bis 1256 war Johann in der Nachfolge seines Vetters Johannes von Arsuf Bailli des Königs von Jerusalem. Aus dem Waffenstillstand von 1255 war Jaffa ausdrücklich ausgenommen, und 1256 konnte Johannes mit Gottfried von Sangines durch den Überfall auf eine Handelskarawane reiche Beute machen. Ein neuer zehnjähriger Frieden schloss dann auch Jaffa ein.
In den erbitterten Scharmützeln zwischen genuesischen, pisanischen und venezianischen Kaufleuten in Akkon 1256, dem Krieg von St. Sabas, spielte Johannes eine entscheidende Rolle. Nach einem genuesischen Mordversuch stellte er sich auf Seiten der Venezianer. 1258 gaben die Genueser Akkon zugunsten von Tyros auf. Aber die Montforts und die Ibelins waren fürderhin verfeindet.
Wegen seiner Affaire mit Plaisance von Antiochia, der verwitweten Königin von Zypern und Regentin der Königreiche von Zypern und Jerusalem († 1261), wurde er 1261 vom Papst persönlich getadelt.
1261 reiste Johann mit seinem Onkel Johann, dem „alten Herrn von Beirut“, zu Sultan Baibars, um in Verhandlungen einzutreten. 1263 kam es zu einem zweiten Besuch am Berg Tabor. Die Verhandlungen über die Freilassung der Gefangenen scheiterten jedoch an der Habsucht der Ritterorden.
Johannes starb am 7. Dezember 1266 im Alter von 52 Jahren in Nikosia und wurde in der dortigen Dominikanerkirche begraben. Zwei Jahre nach seinem Tod fiel Jaffa 1268 an die Mamluken.
Von Jean de Joinville als Johann ein Ritter von vorbildlicher Tugend gepriesen, ging er einerseits mit aller Härte gegen die Muslime vor, was Papst Urban IV. gut hieß, sah sich allerdings andererseits auch nicht gehindert mit der Königin Plaisance von Zypern ein Verhältnis einzugehen, was Urban lautstark kritisierte.

## Nachkommen
Mit Maria von Armenien hatte er mindestens sieben Kinder:
- Jakob († 1276) war ab 1266 Graf von Jaffa, ab 1268 Titulargraf;
- Philipp († nach 1263, vor Johann);
- Johann († nach 1263, vor 1276) verstarb ohne Nachkommen;
- Guido († 1304) war ab 1276 Titulargraf von Jaffa;
- Margarete († nach 1319) wurde Äbtissin des Benediktiner-Klosters Notre Dame de Sur in Nikosia;
- Isabella († nach 1298) heiratete 1270 Sempad von Botha, „Herr von La Roche in Armenien“ (Sarventikar), Sohn Gottfrieds von Sarventikar;
- Maria († nach 1298) heiratete in erster Ehe 1269/70 Vahram von Hamus (X 1270/71 bei Sis) und in zweiter Ehe Gregor von Ladif, Sohn des Vahran von Ladif.

## Werke
Als Mitarbeiter bei den Assizes von Jerusalem (siehe Haute Cour von Jerusalem), dem Gesetzbuch, das für das Königreich zusammengestellt wurde, stammt das um 1260 verfasste Livre des Assises de la Cour des Barons von ihm. Es gilt als eine der wichtigsten Quellen zur Kultur- und Rechtsgeschichte der späten Kreuzfahrerstaaten.
Es ist in fünf Manuskripten überliefert und beruht auf den Erfahrungen des Verfassers am Hochgericht (Haute Court) von Zypern, Jerusalem sowie in seiner Grafschaft Jaffa. Vermutlich kam es Johannes als Teilnehmer des Aufstandes gegen Friedrich II. vor allem darauf an, die Privilegien des Hochadels festzuhalten.
1531 wurde das Manuskript auf Zypern auf Anordnung der Venezianer ins Italienische übersetzt. Auch im fränkisch beherrschten Griechenland war das Buch in Gebrauch (Hinweise in den Assises de Romanie).